# 나카야 리키
나카야 리키(일본어: 中矢 力, 1989년 7월 25일~)는 일본의 유도 선수, 지도자이다. 2012년 하계 올림픽에서 남자 라이트급 부문 은메달을 획득했으며, 세계 유도 선수권 대회 개인전 2회 우승을 달성했다. 은퇴 후 현역 시절 소속팀이던 소고 경비보장 유도부의 코치를 맡고 있다.